# Dendronephthya ochracea
Dendronephthya ochracea is een zachte koraalsoort uit de familie Nephtheidae. De koraalsoort komt uit het geslacht Dendronephthya. Dendronephthya ochracea werd in 1909 voor het eerst wetenschappelijk beschreven door Henderson. 